# Джеймі Гаррісон
Джеймі Р. Харрісон (англ. Jaime Harrison; 5 лютого 1976, Оранджбург, Південна Кароліна, США) — американський політик і колишній лобіст. Був головою Демократичної партії Південної Кароліни з 2013 по 2017 рік і є заступником голови Національного демократичного комітету.
Гаррісон балотується проти чинного сенатора Ліндсі Грема на виборах до Сенату США від Південної Кароліни на виборах 2020 року.

## Ранні роки життя та освіта
Гаррісон народився і виріс у місті Оранджбург, штат Південна Кароліна. Його виховувала мати Патрісія Гаррісон разом із бабусею та дідусем. У 1994 році його обрали до молодіжної програми від Сенату США. Він навчався в середній школі Оранджбург-Вілкінсон і отримав стипендію в Єльському університеті, в якому здобув диплом з політичної науки.
Після закінчення Єльського університету в 1998 році, Гаррісон впродовж року працював вчителем у своїй колишній школі. У 1999 році його призначили виконавчим директором неприбуткової організації College Summit, яка допомагає молоді з низьким рівнем доходу влаштовуватися на роботу та навчання. У 2004 році Він отримав звання доктора права з Юридичного центру Джорджтаунського університету.

## Кар'єра
Покинувши College Summit, Гаррісон зайнявся політикою, працюючи на Джима Кліберна, в той час як Кліберн був парламентським організатором («батогом») від більшості у Палати представників Сполучених Штатів. Згодом Гаррісон виконував обов'язки виконавчого директора Палати депутатів Демократичної партії і заступника голови Демократичної партії Південної Кароліни . Після цього, він працював лобістом Podesta Group. Серед його клієнтів у Podesta Group були такі банки, як Bank of America та Wells Fargo та Berkshire Hathaway, фармацевтичні компанії, казино, Американська коаліція за чисту вугільну електроенергію та Walmart. Окрім лобістської роботи в Podesta Group, він також лобіював від імені United Way Worldwide та Association of Public та Land-grant Universities.
У травні 2013 року Гаррісон став головою Демократичної партії Південної Кароліни. Він став першим афроамериканцем, що обійняв цю посаду.
Гаррісон висунув свою кандидатуру на посаду голови Національного демократичного комітету (ДНК) на виборах у лютому 2017 року. Він виправдав свій восьмирічний досвід роботи в Podesta Group, сказавши: «Це те, як я повертаю 160 000 доларів боргу за студентську позику». Харрісон зняв свою кандидатуру на посаду голови ДНК 23 лютого 2017 року і підтримав Тома Переза .
Гаррісон вступив на посаду заступника голови та радника ДНК, де він реалізував програму під назвою «Кожен поштовий індекс має значення». Програма забезпечувала кожну партію в межах штатів 10 000 доларів на місяць, за умови, що партія у штаті аналізувала сильні та слабкі сторони у своїх внутрішніх операціях.

## Вибори в Сенат США 2020 року
7 лютого 2019 року Гаррісон подав документи, щоб кинути виклик сенатору Ліндсі Грему, балотуючись на його місце в сенаті США на виборах 2020 року. З 2006 року жоден демократ не виграв загальнодержавних виборів у штаті Південна Кароліна. Гаррісон розпочав свою кампанію 29 травня 2019 року, опублікувавши коротке відео на YouTube, Facebook і Twitter. 9 червня Гаррісон виграв номінацію від Демократичної партії.
Набираючи в опитуваннях лише 23 пункти в березні 2019 року, Гаррісон згодом зменшив розрив і навіть вийшов уперед в опитуванні Morning Consult, яке відбулося 11 вересня 2020 року та показало перевагу Гаррісона над Гремом на дві позиції. Різні агенції опитувань прогнозують результат перегонів по різному: від невизначеного до ймовірної перемоги республіканців.
3 жовтня 2020 р. Гаррісон і Грем брали участь у дебатах без відвідувачів, які проводив Університет Аллена Дебати, які були заплановані на 9 жовтня, замінили окремими телевізійними інтерв'ю після того, як Грем відмовився проходити тестування на COVID-19 перед запланованими дебатами.
У третьому кварталі 2020 року Гаррісон зібрав 57 мільйонів доларів, що є найбільшим результатом за квартал серед усіх кандидатів у Сенат США за весь час, побивши рекорд Бето О'Рурка на виборах у Техасі 2018 року . Він також назбирав більше, ніж будь-хто з кандидатів у Сенат США, побивши інший рекорд, встановлений О'Рурком.

### Політичні погляди
Гаррісон закликав до розширення Medicaid, закликав розширити виплати через COVID-19. Під час виборів в Сенат 2020 року Гаррісон розкритикував свого опонента Ліндсі Грема за спробу скасувати Закон про доступну допомогу (Obamacare). Гаррісон підтримує легалізацію канабісу.

## Особисте життя
Попри політичне суперництво, Гаррісон дружить з Меттом Муром, колишнім головою Республіканської партії Південної Кароліни. Вони разом викладали курс в Університеті Південної Кароліни протягом осіннього семестру 2015 року.
Гаррісон живе зі своєю дружиною Мері Бойд та двома їхніми синами в Колумбії, штат Південна Кароліна.
Гаррісон має схильність до діабету та тітку, яка померла від COVID-19, тому він проводить свою кампанію проти Ліндсі Грема майже повністю віртуально.